# BB 9200 Capitole

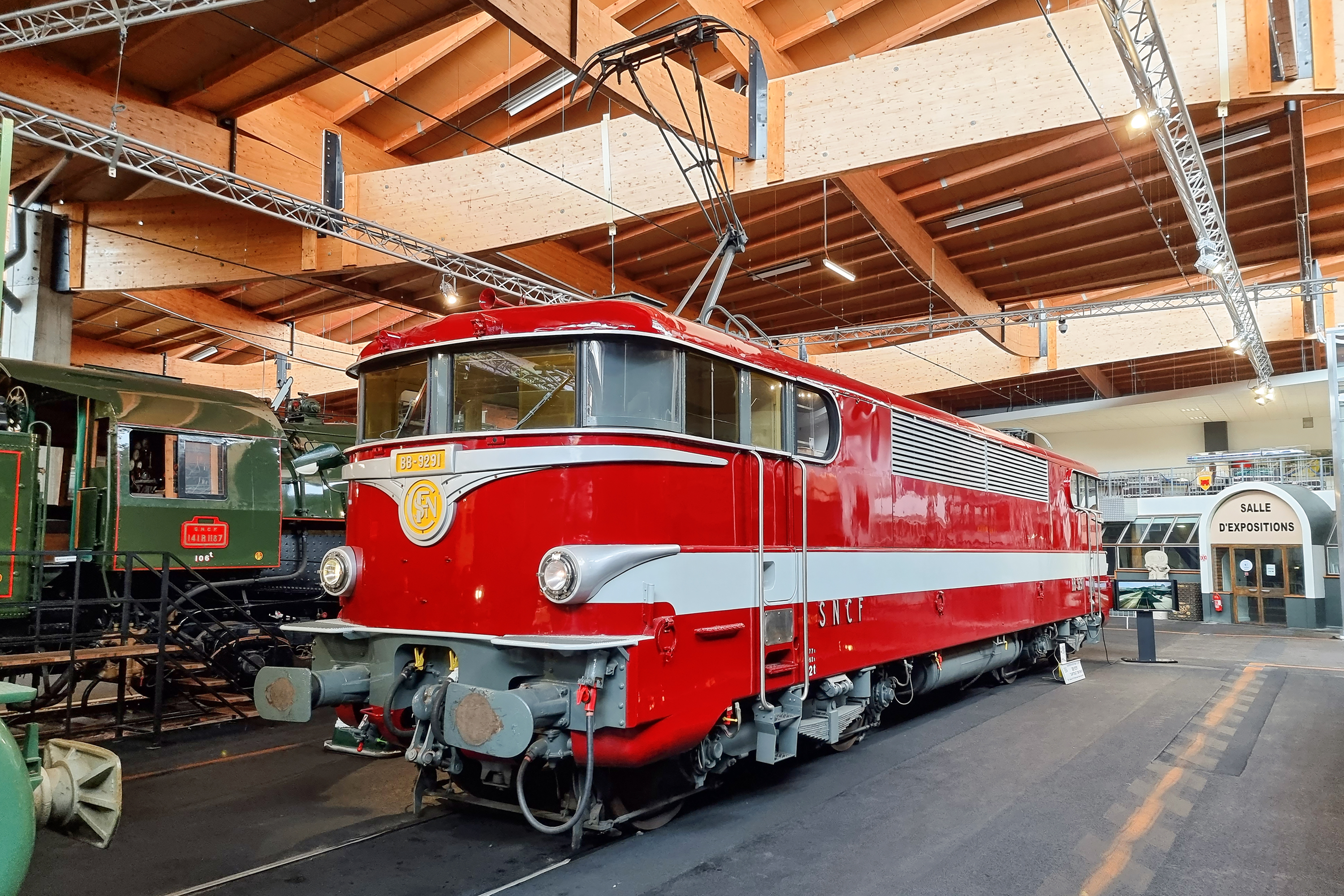
BB 9291 en livrée rouge et blanche de son heure de gloire, reconstituée pour son exposition à la Cité du train.

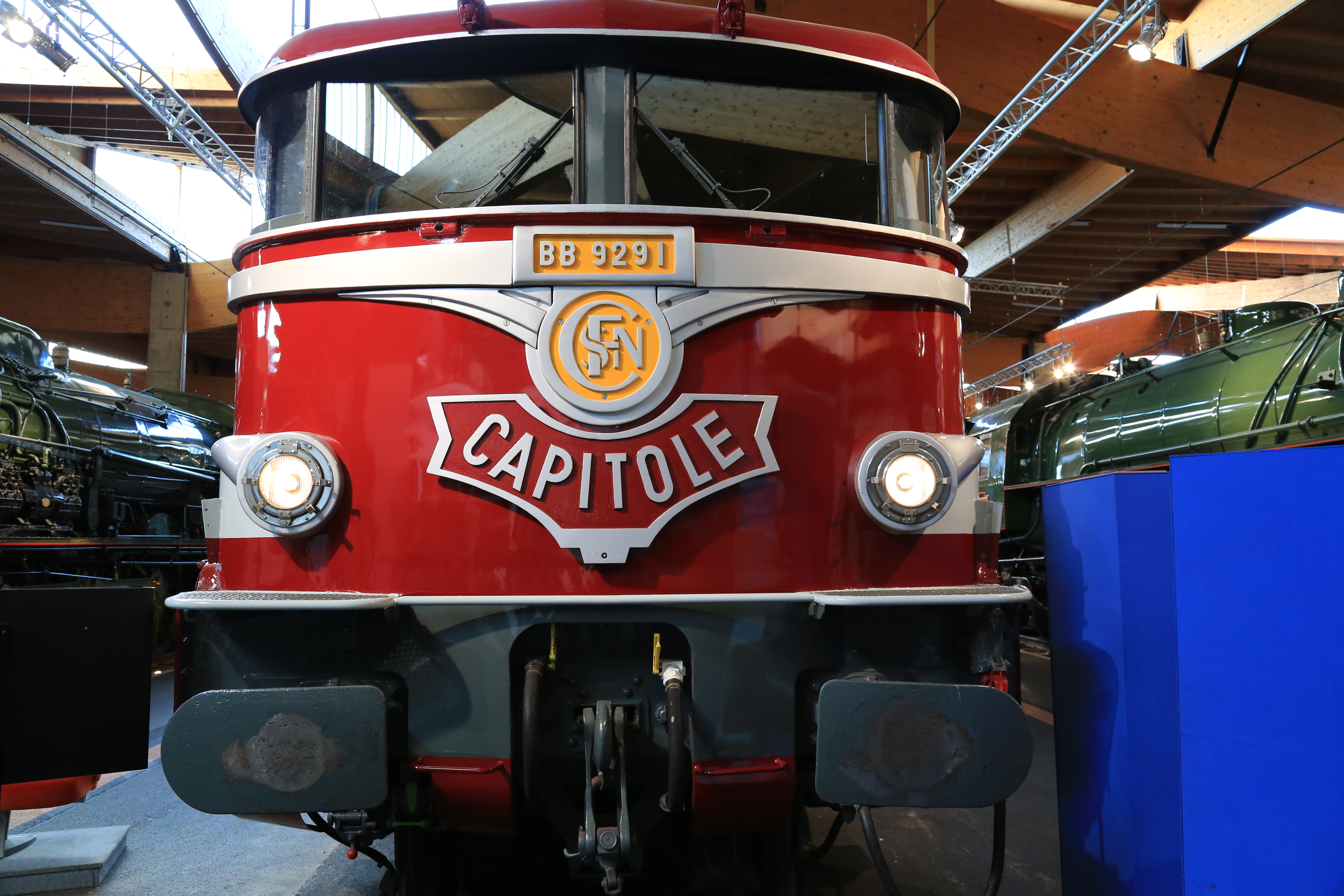
Plaque « Capitole » sur la face avant.

Les six BB 9200 Capitole (surnommées « BB rouges ») étaient les premières locomotives de la SNCF à grande vitesse (supérieure à 160 km/h) pour le service régulier des trains de voyageurs. Il s'agit d'une sous-série de la BB 9200 (BB 9291 et 9292) complétée par l'ajout de machines de série originelle modifiées.
Elles étaient chargées de 1967 à 1970 de la traction des trains rapides Le Capitole entre Paris et Toulouse.

## Caractéristiques
Alors que les BB 9291 et 9292 étaient étudiées et construites (en 1963/64) pour des recherches sur les vitesses élevées — elles étaient aptes à 250 km/h et plus puissantes : 4 240 kW contre 3 850 — kW), les 9278, 9281, 9282 et 9288 résultaient de la transformation de machines de série ; elles étaient d'ailleurs limitées à 200 km/h.
Les six machines de cette sous-série sont peintes dans une livrée spécifique, partagée avec les voitures UIC-Y de la rame. La caisse est peinte en rouge « Capitole » 602 avec un bandeau gris dauphin 836 s'interrompant au niveau des phares. Elles se distinguent également par leurs pantographes unijambistes à la différence des autres modèles de la série.

## Liste des locomotives
| Motrices | Mise en service | Radiation        | Dernière livrée | Dépôts          | Baptême (Date) | Activité             |
| -------- | --------------- | ---------------- | --------------- | --------------- | -------------- | -------------------- |
| 9278     | 4 mai 1962      | 15 décembre 2006 | Béton           | Tours-St-Pierre | /              | /                    |
| 9281     | 29 juin 1962    | Devenue BB 9702  | Béton           | Paris-Sud-Ouest | /              | /                    |
| 9282     | 29 juillet 1962 | 8 juillet 2010   | En voyage       | Tours-St-Pierre | /              | /                    |
| 9288     | 3 janvier 1963  | 12 décembre 2007 | Béton           | Dijon-Perrigny  | /              | /                    |
| 9291     | 3 octobre 1963  | 30 décembre 2004 | Béton           | Paris-Sud-Ouest | /              | Conservée à Mulhouse |
| 9292     | 1er juin 1964   | 22 décembre 2005 | Béton           | Tours-St-Pierre | /              | /                    |

## Modélisme
Les BB 9200 rouges avec leur plaque « Capitole » furent reproduites en modélisme ferroviaire, avec les modèles Jouef, Lima, Gégé, Atlas (statique), Märklin et Roco (Roco 43563, puis 62609) connus par les amateurs (la Märklin 3059 qui reproduit la BB 9291 est particulièrement recherchée par les connaisseurs, et Märklin reproduit à l'occasion de son 150e anniversaire un coffret Capitole en 2009 composé de la locomotive BB 9281 et de quatre voitures UIC-Y).

## Sources
- Vincent Cuny, « Le Capitole c'est pas Japon », Correspondances ferroviaires, no 34,‎ septembre 2007, p. 50–59.
- Thierry Porcher, « Il y a 40 ans – La révolution rouge du Capitole », Objectif rail, no 20,‎ mars-avril 2007, p. 38–45.